# Comastoma
Genre
Comastoma est un genre de plantes de la famille des Gentianacées.

## Liste d'espèces
Selon BioLib (21 mars 2023) :
- Comastoma tenellum (Rottb.) Tokoyuni

Selon ITIS (21 mars 2023) :
- Comastoma tenellum (Rottb.) Toyok.

Selon NCBI (21 mars 2023) :
- Comastoma cyananthiflorum (Franch.) Holub
- Comastoma falcatum (Turcz. ex Kar. & Kir.) Toyok.
- Comastoma jigzhiense T.N.Ho & J.Q.Liu
- Comastoma malyschevii (Zuev) Zuev
- Comastoma pedunculatum (Royle ex G.Don) Holub
- Comastoma polycladum (Diels & Gilg) T.N.Ho
- Comastoma pseudopulmonarium Omer
- Comastoma pulmonarium (Turcz.) Toyok.
- Comastoma stellariifolium (Franch.) Holub
- Comastoma tenellum (Rottb.) Toyok.
- Comastoma traillianum (Forrest) Holub

Selon The Plant List (21 mars 2023) :
- Comastoma cyananthiflorum (Franch.) Holub
- Comastoma dechyanum (Sommier & Levier) Holub
- Comastoma disepalum H.W.Li ex T.N.Ho
- Comastoma falcatum (Turcz.) Toyok.
- Comastoma henryi (Hemsl.) Holub
- Comastoma irinae (Pachom.) Czerep.
- Comastoma jigzhiense T.N.Ho & J.Q.Liu
- Comastoma malyschevii (Zuev) Zuev
- Comastoma muliense (C.Marquand) T.N.Ho
- Comastoma nanum (Wulfen) Toyok.
- Comastoma pedunculatum (Royle ex G.Don) Holub
- Comastoma polycladum (Diels & Gilg) T.N.Ho
- Comastoma pseudopulmonarium Omer
- Comastoma pulmonarium (Turcz.) Toyok.
- Comastoma stellariifolium (Franch.) Holub
- Comastoma tenellum (Rottb.) Toyok.
- Comastoma traillianum (Forrest) Holub
- Comastoma urnigera (E.Aitken & D.G.Long) Holub

Selon Tropicos (21 mars 2023) (Attention liste brute contenant possiblement des synonymes) :
- Comastoma arrectum Holub
- Comastoma azureum (Bunge) Zuev
- Comastoma beesianum (W.W. Sm.) Holub
- Comastoma boreale (Bunge) T.N. Ho ex Omer
- Comastoma cyananthiflorum (Franch.) Holub
- Comastoma dechyanum Holub
- Comastoma dichotomum Holub
- Comastoma disepalum H.W. Li
- Comastoma falcatum (Turcz. ex Kar. & Kir.) Toyok.
- Comastoma henryi (Hemsl.) Holub
- Comastoma irinae (Pachom.) Czerep.
- Comastoma jigzhiense T.N. Ho & J.Q. Liu
- Comastoma limprichtii Toyok.
- Comastoma maclarenii Holub
- Comastoma malyschevii (Zuev) Zuev
- Comastoma muliense (C. Marquand) T.N. Ho
- Comastoma nanum (Wulfen) Toyok.
- Comastoma pedunculatum (Royle ex D. Don) Holub
- Comastoma polycladum (Diels & Gilg) T.N. Ho
- Comastoma pseudopulmonarium Omer
- Comastoma pulmonarium (Turcz.) Toyok.
- Comastoma sectum Holub
- Comastoma stellariifolium (Franch.) Holub
- Comastoma tenellum (Rottb.) Toyok.
- Comastoma traillianum (Forrest) Holub
- Comastoma urnigera (E. Aitken & D.G. Long) Holub